# Aliette de Bodard
Aliette de Bodard (Nueva York, 10 de noviembre de 1982) es una escritora de ficción especulativa franco-estadounidense. 

## Trayectoria
Es de ascendencia francesa/vietnamita, nacida en Estados Unidos, y creció en París. El francés es su lengua materna, pero escribe en inglés. Graduada por la École polytechnique, trabaja como ingeniera de software especializada en procesamiento de imágenes y es miembro del grupo de escritores Written in Blood.
Muchas de sus historias están ambientadas en mundos de historia alternativos donde las culturas azteca o china pre-comunista son dominantes. Su novela Servant of the Underworld (Angry Robot/HarperCollins) es una fantasía histórica de misterio ambientada en el Imperio azteca del siglo XV. La colección de relatos de Bodard Scattered Among Strange Worlds fue lanzada en julio de 2012. La colección presenta dos historias de ciencia ficción tituladas Scattered Along the River of Heaven y Exodus Tides. Su cuento The Dust Queen se publicó en la antología de ciencia ficción Reach for Infinity en 2014.

## Reconocimientos
Fue ganadora en 2007 del premio Writers of the Future, y en 2009 fue nominada para el premio John W. Campbell al Mejor Escritor Novel. Ha sido publicada en Interzone, Hub magazine, Black Static, Andromeda Spaceways Inflight Magazine, Asimov's, Realms of Fantasy y Apex Magazine, entre otros. Su cuento The Shipmaker ganó el premio BSFA (British Science Fiction Asociación) al mejor relato en 2010.
Ese mismo año, su novela corta The Jaguar House, in Shadow fue nominada para los premios Nébula y Hugo. Su cuento Shipbirth también fue nominado para el premio Nébula en 2011. Su obra On a Red Station, Drifting, publicada por Immersion Press en diciembre de 2012, fue finalista para los premios Nébula y Hugo. Esta novela corta de ciencia ficción relata el conflicto entre dos miembros de una familia vietnamita numerosa en una estación espacial gobernada por una IA, y forma parte de la serie de historias alternativas de Bodard dominada por los asiáticos.
En 2012, Bodard ganó el premio Nebula y el premio Locus al mejor cuento por Inmersión. Al año siguiente, en 2013, consiguió el premio Nébula por The Waiting Stars.  Su obra The Tea Master and the Detective del Universo de Xuya ganó en 2018 el premio Nébula a la mejor novela corta y, en 2019, consiguió el Premio Mundial de Fantasía a la mejor novela y fue nominada para el premio Hugo a la mejor novela corta.
Su novela The House of Shattered Wings, ambientada en un París devastado y gobernado por ángeles caídos, fue publicada por Gollancz/Roc en agosto de 2015. Ganó el premio BSFA a la mejor novela de 2015 y su historia Three Cups of Grief, by Starlight ganó el premio BSFA al mejor cuento, siendo la primera vez que un mismo autor consigue ambas categorías de ficción en el mismo año.

## Obra

### Novelas
Obsidian and Blood series
- 2010 – Servant of the Underworld. Angry Robot Books y JABberwocky Literary Agency.[22]
- 2011 – Harbinger of the Storm. Angry Robot Books y JABberwocky Literary Agency.
- 2011 – Master of the House of Darts. Angry Robot Books y JABberwocky Literary Agency.

Dominion of the Fallen series
- 2015 – The House of Shattered Wings. Gollancz y Roc.
- 2017 – The House of Binding Thorns. Gollancz y Ace Books.
- 2019 – The House of Sundering Flames. Gollancz.[23]

### Novelas cortas
Universo de Xuya
- 2012 – On a Red Station, Drifting. Immersion Press.
- 2015 – The Citadel of Weeping Pearls. Asimov's y JABberwocky Literary Agency.
- 2018 – The Tea Master and the Detective. Subterranean Press.